# Liste der Mitglieder des Provinziallandtags der Rheinprovinz (3. Sitzungsperiode)
Diese Liste nennt die Mitglieder des 3. Provinziallandtages der Rheinprovinz 1830.

## Hintergrund
Der Provinziallandtag der Rheinprovinz bestand aus 75 Mitglieder, die sich in vier Kurien aufteilten. Die erste Kurie bestand aus vier Standesherren, die über Virilstimmen verfügten. Die Standesherren konnten sich vertreten lassen. Die zweite Kurie bestand aus den Vertretern der Ritterschaft, diese wurden in zwei Wahlkreisen (Regierungsbezirke Koblenz/Trier/Köln und Regierungsbezirke Aachen/Düsseldorf) gewählt. Die dritte Kurie bildeten die Vertreter der Städte. Diese wurden in indirekter Wahl bestimmt. Die vierte Kurie bildeten die Landgemeinden. Diese wählten die Vertreter in doppelt indirekter Wahl: Die Urwähler wählten Wahlmänner, diese dann Bezirkswähler. Wahlkreise waren die Landkreise. Für die Abgeordneten wurden jeweils auch Stellvertreter gewählt.

## Liste der Abgeordneten
| Kurie                                | Wahlkreis | Abgeordneter                                   | Stellvertreter                            | Anmerkung                                           |
| ------------------------------------ | --- | ---------------------------------------------- | ----------------------------------------- | --------------------------------------------------- |
| Stand der Fürsten, Grafen und Herren | | Fürst Ferdinand zu Solms-Braunfels             | Prinz Bernhard zu Solms-Braunfeld         |                                                     |
| Stand der Fürsten, Grafen und Herren | | Fürst Ludwig zu Solms-Hohensolms-Lich          | ???                                       | minderjährig                                        |
| Stand der Fürsten, Grafen und Herren | | Fürst Johann August Karl zu Wied               |                                           |                                                     |
| Stand der Fürsten, Grafen und Herren | | Edmund Graf von Hatzfeld-Wildenburg            |                                           |                                                     |
| Stand der Fürsten, Grafen und Herren | | Fürst Joseph zu Salm-Reifferscheidt-Dyck       |                                           | Dyk bei Neuss                                       |
| Ritterschaft                         | Koblenz/Trier/Köln | Graf Edmund von Kesselstadt                    | Freiherr Hugo Zandt von Merl              |                                                     |
| Ritterschaft                         | Koblenz/Trier/Köln | Ludwig von Hymmen                              | Graf Clemens von Boos-Waldeck             | Von Boos-Waldeck nahm als Vertreter am Landtag teil |
| Ritterschaft                         | Koblenz/Trier/Köln | Freiherr Ludwig von Bourscheidt                | Johann Friedrich von Handel               |                                                     |
| Ritterschaft                         | Koblenz/Trier/Köln | Graf Eduard Berghe gen. von Trips              | Jacob Lyversberg                          |                                                     |
| Ritterschaft                         | Koblenz/Trier/Köln | Freiherr Ferdinand von Bongardt                | Graf Franz Ludwig Beissel von Gymnich     | Keine Vertretung auf dem Landtag                    |
| Ritterschaft                         | Koblenz/Trier/Köln | Freiherr Ludwig Spieß von Büllesheim           | Freiherr Friedrich von Wenghe             |                                                     |
| Ritterschaft                         | Koblenz/Trier/Köln | Freiherr Georg von Rolshausen                  | Victor Bürgers                            |                                                     |
| Ritterschaft                         | Koblenz/Trier/Köln | Freiherr Gisbert von Bodelschwingh-Plettenberg | Freiherr Cornelius von Geyr-Schweppenburg |                                                     |
| Ritterschaft                         | Koblenz/Trier/Köln | Graf Franz von Nesselrode-Ehreshoven           | Freiherr Max von Weichs-Glan              |                                                     |
| Ritterschaft                         | Koblenz/Trier/Köln | Graf Wilhelm von Hompesch-Bollheim             | Philipp von Lavalette-St. George          |                                                     |
| Ritterschaft                         | Koblenz/Trier/Köln | Freiherr Johann Wilhelm von Mirbach            | Everhard von Groote                       |                                                     |
| Ritterschaft                         | Koblenz/Trier/Köln | Graf Max von Wolff-Metternich                  | Freiherr Carl von Mylius                  |                                                     |
| Ritterschaft                         | Aachen/Düsseldorf | Philipp von Pestel                             | Michael Hermann von Sieger                |                                                     |
| Ritterschaft                         | Aachen/Düsseldorf | Johann Anton von Pelser-Berenberg              | Freiherr Alexander von Sonsfeld           |                                                     |
| Ritterschaft                         | Aachen/Düsseldorf | Franz Jacob von Herwegh                        | Conrad Isaac von der Leyen                |                                                     |
| Ritterschaft                         | Aachen/Düsseldorf | Graf Heinrich Edmund von Schaesberg            | Freiherr Heinrich von der Rhoer           |                                                     |
| Ritterschaft                         | Aachen/Düsseldorf | Graf Carl Ludwig von Varo                      | Freiherr Carl von Dalwigkh                |                                                     |
| Ritterschaft                         | Aachen/Düsseldorf | Friedrich Heinrich von der Leyen-Bloemersheim  | Graf Carl Ludwig von Varo                 |                                                     |
| Ritterschaft                         | Aachen/Düsseldorf | Freiherr Franz Joseph von Ritz                 | Carl von Hymmen                           |                                                     |
| Ritterschaft                         | Aachen/Düsseldorf | Franz von Spee                                 | Ludwig von Hymmen                         |                                                     |
| Ritterschaft                         | Aachen/Düsseldorf | Freiherr Karl Friedrich von Loë                | Friedrich Anton von Bertrap               | von Bertrap nahm als Stellvertreter am Landtag teil |
| Ritterschaft                         | Aachen/Düsseldorf | Nicolaus von Hontheim                          | Freiherr Lorenz von Bourscheid            |                                                     |
| Ritterschaft                         | Aachen/Düsseldorf | Wilhelm von Haeften                            | Graf Mathias von Halberg                  |                                                     |
| Ritterschaft                         | Aachen/Düsseldorf | Freiherr Georg von Hauer                       | Freiherr Carl von Goltstein               |                                                     |
| Ritterschaft                         | Aachen/Düsseldorf | Johann Georg Heinrich von Ammon                | Anton Baaden                              | Keine Vertretung auf dem Landtag                    |
| Städte                               | Düsseldorf | Philipp Schöller                               |                                           |                                                     |
| Städte                               | Barmen | Johann Schuchard                               |                                           |                                                     |
| Städte                               | Elberfeld | Johann Heinrich Kamp                           |                                           |                                                     |
| Städte                               | Krefeld | Cornelius de Greiff                            |                                           |                                                     |
| Städte                               | Ratingen, Kaiserswerth, Angermund mit Gerresheim, Mettmann, Langenberg mit Hardenberg, Wülfrath, Velbert, Kronenberg, Steele, Hilden   | Wilhelm Coelsmann                              | Christian Wilhelm Wimmershoff             | Wimmershoff nahm als Stellvertreter am Landtag teil |
| Städte                               | Duisburg, Mülheim an der Ruhr, Essen, Kettwig, Werden, Ruhrort, Dinslaken, Emmerich, Rees, Isselburg                                   | Clemens Marks                                  |                                           |                                                     |
| Städte                               | Kleve, Wesel, Goch, Gelder, Rheinberg, Moers, Orsoy, Xanten                                                                            | Martin Frank Fonk                              |                                           |                                                     |
| Städte                               | Neuss, Grevenbroich, Wevelinghoven, Gladbach, Viersen, Dahlen, Odenkirche, Rheydt, Uerdingen, Kempen, Süchtelen, Dülken, Kaldenkirchen | Johann Peter Bölling                           | Thierry Preyer                            |                                                     |
| Städte                               | Lennep, Ronsdorf, Lüttringhausen, Radevormwald, Burg, Hückeswagen, Wermelskirchen                                                      | Heinrich von Baur                              |                                           |                                                     |
| Städte                               | Solingen, Remscheid, Dorp, Gräfrath, Wald, Höhscheid mit Merscheid, Burscheid mit Leichlingen, Opladen mit Neukirchen, Hitdorf         | Peter Daniel Kyllmann                          | Daniel Peres                              |                                                     |
| Städte                               | Köln | Bernhard Boisseré                              | Peter Heinrich Merkens                    |                                                     |
| Städte                               | Köln | Georg Heinrich Koch                            |                                           |                                                     |
| Städte                               | Bonn, Münstereifel, Euskirchen, Zülpich, Rheinberg                                                                                     | Paul Mehlem                                    | Georg Alfter                              | Alfter nahm als Stellvertreter am Landtag teil      |
| Städte                               | Deutz, Mülheim am Rhein, Gladbach, Gummersbach, Wipperfürth, Siegburg, Königswinter, Neustadt                                          | Franz Wilhelm Neuhöfer                         |                                           |                                                     |
| Städte                               | Aachen | Dr. Johann Peter Josef Monheim                 | Leonard Startz                            |                                                     |
| Städte                               | Jülich, Eschweiler, Heinsberg, Erkelenz, Geilenkirchen mit Hünshoven, Linnich                                                          | Tilmann Koch                                   |                                           |                                                     |
| Städte                               | Düren, Gemünd, Stolberg, Burtscheid | Friedrich Günther                              |                                           |                                                     |
| Städte                               | Monschau, Eupen, Malmédy, St. Vith | Louis Doutrelepont                             |                                           |                                                     |
| Städte                               | Koblenz | Joseph Haan                                    | Carl Paulinus Mohr                        | Mohr nahm als Stellvertreter am Landtag teil        |
| Städte                               | Kreuznach, Kirn, Sobernheim, St. Goar, Boppard, Oberwinter, Bacharach, Stromberg                                                       | Casimir Weinkauf                               |                                           |                                                     |
| Städte                               | Stromberg, Trarbach, Zell, Cochem, Mayen, Andernach, Ahrweiler, Sinzig, Remagen, Simmern                                               | Franz Wilhelm Langguth                         |                                           |                                                     |
| Städte                               | Ehrenbreitstein, Vallendar, Bendorf, Neuwied, Linz, Wetzlar, Braunfels                                                                 | Johann Buschmann                               |                                           |                                                     |
| Städte                               | Trier | Wilhelm von Haw                                |                                           |                                                     |
| Städte                               | Saarlouis, Saarbrücken, St. Johann, Ottweiler, St, Wendel, Baumholder                                                                  | Georg Schmidtborn                              |                                           |                                                     |
| Städte                               | Merzig, Prüm, Bitburg, Wittlich, Bernkastel, Saarburg, Neuerburg                                                                       | Wilhelm Cattrein                               |                                           |                                                     |
| Landgemeinden                        | Regierungsbezirk Düsseldorf | Friedrich Bracht                               |                                           |                                                     |
| Landgemeinden                        | Regierungsbezirk Düsseldorf | Joseph Anton von der Straeten                  |                                           |                                                     |
| Landgemeinden                        | Regierungsbezirk Düsseldorf | Franz Joseph Kaulen                            |                                           |                                                     |
| Landgemeinden                        | Regierungsbezirk Düsseldorf | Gisbert Lensing                                |                                           |                                                     |
| Landgemeinden                        | Regierungsbezirk Düsseldorf | Theodor Holtz                                  |                                           |                                                     |
| Landgemeinden                        | Regierungsbezirk Düsseldorf | Friedrich Finnmann                             |                                           |                                                     |
| Landgemeinden                        | Regierungsbezirk Köln | Carl Brünninghausen                            |                                           |                                                     |
| Landgemeinden                        | Regierungsbezirk Köln | Alexander Court                                |                                           |                                                     |
| Landgemeinden                        | Regierungsbezirk Köln | Jacob Daniel von Weise                         |                                           |                                                     |
| Landgemeinden                        | Regierungsbezirk Köln | Johann Georg Rolshoven                         |                                           |                                                     |
| Landgemeinden                        | Regierungsbezirk Aachen | Tilmann Emundts                                |                                           |                                                     |
| Landgemeinden                        | Regierungsbezirk Aachen | Wilhelm Ritz                                   |                                           |                                                     |
| Landgemeinden                        | Regierungsbezirk Aachen | Ferdinand Jansen                               |                                           |                                                     |
| Landgemeinden                        | Regierungsbezirk Aachen | Johann Joseph Mattonet                         |                                           |                                                     |
| Landgemeinden                        | Regierungsbezirk Koblenz | Hubert Armbruster                              |                                           |                                                     |
| Landgemeinden                        | Regierungsbezirk Koblenz | Christian Ludwig Schmidt                       |                                           |                                                     |
| Landgemeinden                        | Regierungsbezirk Koblenz | Ernst Ludwig Emmelius                          |                                           |                                                     |
| Landgemeinden                        | Regierungsbezirk Koblenz | Joseph Gerhard Potthoff                        |                                           |                                                     |
| Landgemeinden                        | Regierungsbezirk Koblenz | Johann Friedrich von Runkel                    |                                           |                                                     |
| Landgemeinden                        | Regierungsbezirk Koblenz | Anton von Brewer                               |                                           |                                                     |
| Landgemeinden                        | Regierungsbezirk Trier | Heinrich Wahlster                              |                                           |                                                     |
| Landgemeinden                        | Regierungsbezirk Trier | Franz Anton Kayser                             |                                           |                                                     |
| Landgemeinden                        | Regierungsbezirk Trier | Peter Ludwig Mohr                              |                                           |                                                     |
| Landgemeinden                        | Regierungsbezirk Trier | Nicolaus Villeroy                              | Egidius Becker                            | Becker nahm als Stellvertreter am Landtag teil      |
| Landgemeinden                        | Regierungsbezirk Trier | Carl Ellinckhuysen                             | Christoph Gottbill                        |                                                     |